# Sebastian Steineke
Sebastian Steineke (nascido em 19 de junho de 1973) é um político alemão. Nasceu em Hamburgo e representa a CDU. Sebastian Steineke é membro do Bundestag do estado de Brandenburg desde 2013.

## Vida
Ele tornou-se membro do bundestag após as eleições federais alemãs de 2013. É membro da Comissão de Assuntos Jurídicos e Defesa do Consumidor.